# Temporada 1976-1977 del Club Joventut Badalona
La temporada 1976-1977 va ser la 38a temporada en actiu del Club Joventut Badalona des que va començar a competir de manera oficial. La Penya va disputar la seva 21a temporada consecutiva a la màxima categoria del bàsquet espanyol, acabant la competició en la tercera posició, repetint la classificació aconseguida la temporada anterior. Aquesta temporada també va ser semifinalista de la Recopa d'Europa i de la Copa del Rei.

## Resultats
Recopa
En aquesta edició de la Recopa d'Europa el Joventut va arribar fins a semifinals, on va quedar eliminat davant el KK Radnički (Iugoslàvia). Prèviament havia eliminat el Buitoni Flamingo's (Països Baixos) a la primera ronda i el Boroughmuir Barrs BC (Escòcia) a vuitens, i va superar la lligueta de quarts com a segon classificat del seu grup.
Lliga espanyola
A la lliga espanyola finalitza en la tercera posició de 12 equips participants. En 22 partits disputats va obtenir un bagatge de 15 victòries, 1 empat i 6 derrotes, amb 2.148 punts a favor i 1.836 en contra (+312).
Copa del Rei
El Joventut va ser semifinalista d'aquesta edició de la Copa del Rei, la primera des de la reinstauració de la monarquia a Espanya. Va superar la lligueta de la fase prèvia, equivalent als quarts de final, i va perdre a semifinals davant el Reial Madrid CF.

## Plantilla
La plantilla del Joventut aquesta temporada va ser la següent:
| Club Joventut Badalona: plantilla 1976-77 |
| Jugadors                                  |
| Lluís Miguel Santillana                   |
| Josep Maria Margall                       |
| Joan Filbà                                |
| Juan Ramon Fernández                      |
| Manel Bosch                               |
| Jordi Cairó                               |
| Lauro Mulà                                |
| Jordi Ribas                               |
| Josep Maria Ferrer                        |
| Antoni Pruna                              |
| Frank Costello                            |
| Mike Buescher                             |
| Entrenador                                |
| Josep Maria Meléndez                      |